# Aitken (månkrater)
Aitken  är en stor nedslagskrater på månens bortre sida (som aldrig är vänd mot Jorden). Den är lokaliserad till sydväst om kratern Heaviside och norr om den ovanliga kraterformationen Van de Graaff. Kratern Vertregt är förbunden med Aitkens sydvästra kraterrand. Till sydöst ligger den mindre kratern Bergstrand
De inre kraterväggarna i Aitken är terrassformade och varierar tydligt i bred, med den tunnaste delen i sydväst. Kratern Aitken Z ligger längs med den inre norra kraterväggen. Strax norr om kraterranden ligger den lilla kratern Aitken A, som är omgiven av en utslungad täcke av material med ljus albedo. Det inre golvet har tidigare fått en ny yta av lavaflöden som gett den en mörkare albedo, särskilt den södra halvan av kratern. Det är även ett flertal mindre nedslagskratrar på det östra delen av kratergolvet.
Denna krater ligger längs med den norra kraterranden av den enorma Sydpol-Aitken bassängen. Denna döptes efter denna krater och månens sydpol, de två yttersta punkterna i formationen. 

## Satellitkratrar
På månkartor är dessa objekt genom konvention identifierade genom att placera ut bokstaven på den sida av kraterns mittpunkt som är närmast kratern Aitken.
| Aitken | Latitud | Longitud | Diameter |
| ------ | ------- | -------- | -------- |
| A      | 14.0° S | 173.7° Ö | 13 km    |
| C      | 14.0° S | 175.8° Ö | 74 km    |
| G      | 16.8° S | 174.2° Ö | 7 km     |
| N      | 17.7° S | 172.7° Ö | 7 km     |
| Y      | 12.0° S | 173.2° Ö | 35 km    |
| Z      | 15.1° S | 173.3° Ö | 33 km    |